# Хангёку

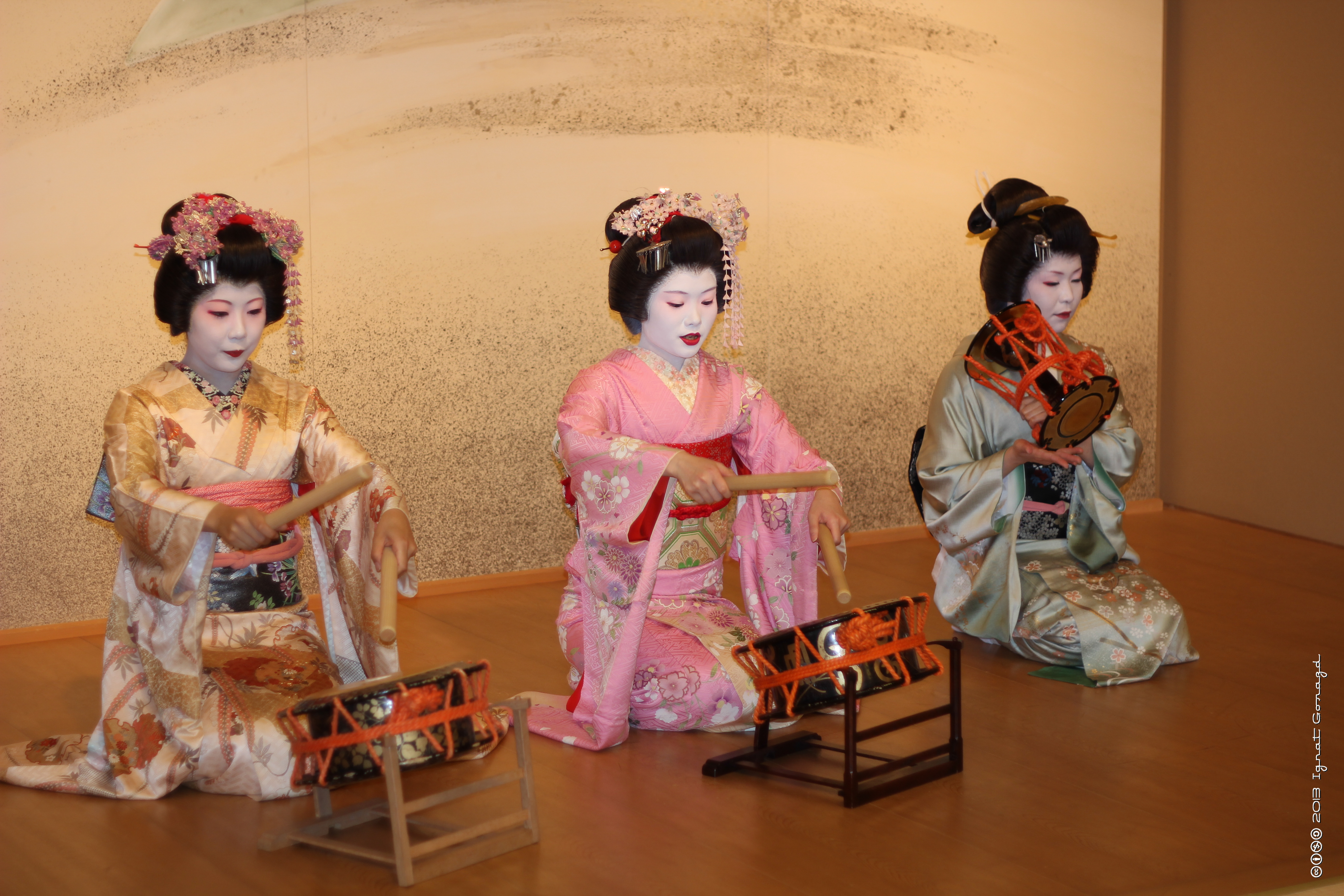
Две хангёку из Токио с симэ-дайко и гейша с цудзуми

Хангёку (яп. 半玉, полудрагоценная) — наименование учениц гейш, принятое в ханамати района Канто. Более общий термин — осяку (яп. お酌, разливающая сакэ).

## Другие названия
Кроме «хангёку» в Канто используются наименования хинацуко (яп. 雛妓, девочка-цыплёнок), ака-эри (яп. 赤襟, с красным воротничком, в отличие от гейши с белым), а также хансэнко (яп. 半線香 хансэнко:, в половину ароматической палочки, см ниже). Наименования «хангёку» и «хасэнко» происходят от способа подсчёта оплаты услуг гейш: за единицу времени берётся время горения палочки сэнко, а «палочка» хангёку стоят только половину стоимости «палочки» гейши. Хотя словом «хангёку» могут называться ученицы гейш в любом уголке Японии, здесь говорится только о хангёку из Токио. В Киото и в общем в Кансае используется наименование майко.

## Внешний вид
Хангёку носят причёски варэсинобу. Сегодня почти все пользуются париками, раньше все причёски делались на собственных волосах. Волосы хангёку украшают кандзаси. Кандзаси должны подходить к кимоно.
Для банкетов о-дзасики (яп. お座敷, дзасики — застеленная татами гостиная) хангёку накладывают на лицо толстый слой белого грима, как майко, однако в Кансае сперва на лицо наносится белая основа, а затем — розовые акценты. Хангёку сперва накладывают розоватые белила, а затем сверху наносят белые.
Хангёку, как и все ученицы гейш, носят кимоно фурисодэ особого покроя катаагэ (яп. 肩揚げ, поднятые плечи), который должен подчеркнуть их «детский» возраст. Оби (пояс кимоно) у хангёку обычно парчовый нисики но оби (яп. 錦の帯), его завязывают узлом ко́кэн (яп. 後見結び ко:кэн мусуби, узел ассистента). Воротничок кимоно хангёку расшит красными нитями, это отличает их от гейш, у которых воротничок белый, без вышивки.
Обувь хангёку называется поккури (яп. ぽっくり下駄 поккури гэта, особый вид гэта на высокой танкетке).

## Возраст
Согласно японскому законодательству, хангёку можно становиться с окончанием средней школы. Однако обычно хозяйкой окия (яп. 置屋, дом гейш) выдвигается условие, что хангёку должна быть старше 18 лет.

## Искусство
Хангёку обучаются традиционным японским танцам и игре на музыкальных инструментах: сямисэне, барабане тайко и других.

## Ситуация в наши дни
Стоимость гардероба примерно равна у хангёку и гейш, поэтому в голодное послевоенное время хангёку перестали набирать, девушки дебютировали сразу как гейши. Однако Киото сохранил традицию промежуточной стадии (майко), а Токио вернулся к ней немного позже; набирать хангёку теперь стали и из приезжих. В Асакусе работала первая официально зарегистрированная гейша европейской внешности Саюки (австралийка Фиона Грэхэм), её появление спровоцировало рост популярности токийских гейш. Тем не менее, основную конкуренцию хангёку составляют более популярные киотоские майко.